# Klippmålning
En klippmålning är en forntida eller förhistorisk teckning, målning, eller dylikt verk på eller av sten. Konsten inkluderar piktografer, hällristning, inristning, petrifiering, geoglyfer. [källa behövs]
Klippmålningarna över förhistoriska djur, verktyg och mänskliga aktiviteter har hjälpt vetenskapen reda ut det forntida dagliga livet trots klippmålningarnas starka symboliska karaktär. Klippmålningar, tillsammans med forntida myter och shamaers aktiviteter, i förhistorisk religion.
Klippmålningar i Sverige brukar oftast kallas för hällmålningar.